# Лептоптеригинандрум южно-альпийский
Лептоптеригинандрум южно-альпийский (лат. Leptopterigynandrum austro-alpinum)  — вид листостебельных мхов рода Лептоптеригинандрум (Leptopterigynandrum) семейства Туидиевые (Thuidiaceae).

## Описание
Двудомный мох. образующий плоские, бледно-зеленые или желтовато-коричневые, матовые дерновинки. Стебель простертый, черепитчато облиственный, до 5 см длиной. Парафилли мелкие, треугольные.
Стеблевые листья вогнутые, до 1,5 мм длиной. Жилка вильчатая.
Коробочка  длиной 2—2,5 мм, прямая, удлиненно-овальная, с двойным перистомом. Ножка спорофита длиной до 1 см. Крышечка коническая. Размножается как спорами, так и вегетативно.

## Синонимика
По информации базы данных The Plant List, в синонимику вида входят следующие названия:
- Erythrodontium tenuicaule R.S. Williams
- Garysmithia bifurcata Steere
- Hypnum coelophyllum Molendo
- Hypnum vaucheri var. coelophyllum (Molendo) Pfeff.
- Leptopterigynandrum clavatum W.R. Buck & H.A. Crum
- Leskeopsis peruviana Broth.

## Экология и распространение
Обитает на скалах, в щебнистой лишайниково-дриадовой тундре, расщелинах, крутых каменистых склонах.
Вид с разорванным ареалом. На территории России встречается в Южной Сибири и на Дальнем Востоке. Вне России встречается в Северной и Южной Америке, Китае, Японии, Западной Монголии, Африке

## Охранный статус
Занесён в Красные книги Чукотского автономного округа и Иркутской области. Ранее включался в Красные книги России и Республики Коми.